# Ribas de Campos
Ribas de Campos is een gemeente in de Spaanse provincie Palencia in de regio Castilië en León met een oppervlakte van 15,49 km². Ribas de Campos telt 154 inwoners (1 januari 2016).

## Demografische ontwikkeling
Bron: INE, 1857-2011: volkstellingen
Opm.: In 1857 werd de gemeente Priorato de Santa Cruz aangehecht